# Архівна система
Архівна система (англ. Archival system) — комплекс базових принципів організації роботи архівної справи, способів, технологій та методів її ведення, які забезпечують повне та узгоджене функціонування усіх архівних установ.

## Загальна інформація про архівну систему
Архівна система для кожної держави має важливе історичне та культурне значення, вона регулюється відповідними законодавчими актами і функціонує в її правовому полі.
Сучасна архівна система розпочала своє формування в кінці XVIII ст.— першій половині XIX століття у Франції, де під час Великої Французької революції була проведена перша у світі реформа архівної справи, яка визначила головні принципи розвитку архівної системи у більшості країн світу.
Жодна архівна система не формується хаотично (наприклад, роботою окремих архівів, як це було в давнину), вона формується свідомо й цілеспрямовано — державою, органами влади та фахівцями-архівознавцями.
Для того щоб усі складові архівної справи працювали злагоджено, були інтегровані в одне ціле, для того щоб усі архівні установи могли ефективно взаємодіяти між собою необхідно створити єдину, чітко налагоджену архівну систему. Головна її мета — забезпечити виявлення, збереження, захист, доступність та ефективне використання архівних документів суспільством.
Кожна архівна система є похідною від таких важливих факторів, як політичний режим, рівень технологічної оснащеності суспільства, ступінь бюрократизації суспільства, рівень розвитку ринкових відносин, ступінь відкритості суспільства (демократичність і рівень розвитку інститутів громадянського суспільства), традиції діловодства та документознавства, рівень письменності суспільства. Всі ці фактори значно впливають на архівну систему й відбиваються в ній.

## Види архівної системи
Впродовж багатьох років розвитку архівної справи, у світі склалися два основні види архівної системи:
- централізована — єдиний державний орган здійснює управління архівною справою, присутня ієрархічна система адміністративного управління, створюються єдині нормативні акти для всієї мережі архівних установ.

Централізована система управління притаманна країнам з тоталітарним режимом, який встановлює абсолютний контроль за всіма
сферами життя суспільства, у тому числі й за архівною галуззю. Саме такою була архівна система колишнього Радянського Союзу.
- децентралізована — при такій системі управління відсутній загальнодержавний уповноважений орган управління, існують автономні підсистеми управління, створюється регіональне законодавство у сфері архівної справи.

Вибір конкретного виду управління архівною системою залежить від системи державного управління, культурних традицій суспільства, адміністративно-територіального устрою країни. Поділ архівних систем на централізовані та децентралізовані є певною мірою умовним. Більшість архівних систем країн світу є змішаними та поєднують елементи централізму та децентралізму.

## Принципи організації архівних систем країн Заходу
Більшіть цивілізованих країн світу мають саме державні архівні системи, а управління ними здійснюється за допомогою змішаної системи (поєднання централізованого та децентралізованого управління архівними установами).
У Франції, Бельгії, скандинавських країнах досі зберігається централіоване управління архівною системою. Також прикладом централізованого управління архівними установами є Австралія (Австралійський Союз держав Південної Півкулі), що входить до Британської співдружності, і також має окремі закони в кожному з шести штатів федерації (наприклад, архівні закони Тасманії, Нового Південного Уельсу тощо), які регламентують функціонування державних архівних установ.
Подекуди практика європейських країн (Франція, Іспанія, Швеція, Італія) передбачає регулювання правових відносин між державою і власниками громадських та приватних архівів, визначає права розпорядження документами і державного контролю над ними. Тому концепція державної реєстрації та опису історичної, культурної спадщини, що зберігається поза державними архівами, активно підтримується в цих країнах.
У більшості західних країн контроль за архівною справою здійснюється децентралізовано. Робота архівів регламентується різними законодавчими актами, серед яких є закони про державні архіви.
Архівна система США, за законом про «Адміністрацію НА» 1984 року, є незалежною, архіви усіх штатів є автономними. На Адміністрацію по управлінню архівами, як незалежний виконавчий орган, покладено керівництво архівами та управління документацією лише в системі федерального уряду США. Архівна справа в Сполучених штатах регулюється законами кількох рівнів (федерального рівня, рівня штату, місцевої влади). Серед загальнонаціональних, наприклад, можна навести Закон про таємницю, Закон про зберігання архіву документів та матеріалів Президента, Закон про авторські права, Закон про систему федеральних архівів та управління, Закон про архівну колекцію документів у справі замаху на Президента Дж. Ф. Кеннеді, Закон про Президентський архів.
Прикладом країни з децентралізованим управлінням архівною системою є Федеративна Республіка Німеччина. Архівна система Німеччини відбиває специфіку федерального устрою, деякі успадковані традиції широкої автономії земель, їхніх архівних служб. Переважна більшість архівів має галузеве підпорядкування міністерствам культури своїх земель. Узгоджуючим центром для архівів Німеччини є Конференція архівних референтів, до якої входить представник Федерального архіву і представники 16 державних архівів земель. Конференція не має ні статуту, ні постійної штаб-квартири, а її засідання відбуваються позачергово на запрошення керівництва того чи іншого архіву.
Архівна система Канади також децентралізована, до неї входять загальнодержавні, провінційні і територіальні ради архівів, відповідні асоціації архівістів. Надавати консультації архівам є одним із завдань Національного архіву Канади (згідно з законом про архіви 1987 року), який збирає, відновлює та надає для користування цінні для суспільства документи, створенні державними чи приватними установами/особами. Національний архів також сприяє діяльності архівних товариств у країні, співпраці їх з іноземними партнерами, допомагає в організації діловодства в межах федерального уряду.
Однією з найважливіших особливостей розвитку архівних систем країн світу є відкритість законодавства про функціонування архівів та архівних фондів. Усю сукупність законодавчих актів можна розцінювати як поєднання централізованого та децентралізованого управління архівними установами.

## Історія розвитку архівної системи України
Розвиток архівної системи України розпочався ще за часів Київської Русі та Галицько-Волинської держави. В Литовській та Коронній Метриках (15-16 ст.) було відображено дбайливе ставлення до документів ще за тих часів.
Глибокий слід демократизму архівної справи залишила козацько-гетьманська доба нашої історії — Архів Запорозького коша, Архів Генеральної військової канцелярії, Архів Генерального військового суду, полкові архіви розпочали національне архівотворення, проте, на жаль, через поділ України на Правобережну та Лівобережну він був призупинений. Також важливу роль у збережені історичних та культурних пам'яток відіграли церковні та монастирські архіви.
У 1919 році в Україні було поширено дію декрету Раднаркому РРФСР про централізацію архівної справи. Після створення СРСР централізоване управління архівною системою остаточно закріпилося на території України.
Після проголошення незалежності у 1991 році в архівній системі України сталися значні зміни, які пов'язані з відродженням національних та історичних традицій архівної справи. Основним напрямком архівного будівництва в Україні після розпаду СРСР є демократизація архівних систем у рамках державотворчих процесів та інтеграції їх у світове архівне поле.
Протягом 1991—2001 років було здійснено ряд певних заходів спрямованих на уточнення профілю архівів та їх перейменування. Колишній Центральний державний архів Жовтневої революції, який підпорядковувався вищим органам державної влади було перейменовано на Центральний державний архів вищих органів влади та управління України.
Значно складнішим стало реформування партійних архівів, якій існували при ЦК компартії України. Більшість таких архівів були ліквідовані, а їх документи передані на державне зберігання до державних архівів. Партійний архів Інституту історії було реформовано в Центральний державний архів громадських об'єднань України.
Важливо реформою архівної системи України стало прийняття Верховною Радою в грудні 1993 року закону «Про Національний фонд і архівні установи». У 2001 році до цього закону внесено ряд змін і затверджено його нову редакцію. Цей закон регулює суспільні відносини, які пов'язані з формуванням, обліком, зберіганням і використанням національного архівного фонду та інші основні питання архівної справи.
У міру демократизації і становлення України як правової держави, реформується управління архівною галуззю, яке набуває якісно нових рис, а його основним змістом стає створення оптимальних умов для нормального функціонування усіх ланок системи, насамперед архівних установ на рівні районів, міст та областей.